# رسلان جاكسيليكوف
رسلان فتحلي جاكسيليكوف ((بالقازاقية: Руслан Фатинчлы Жаксылычов) من مواليد 4 مارس 1966) هو جنرال كازاخستاني يشغل منصب وزير الدفاع منذ 19 يناير 2022.